# Schlacht bei Fodevig
Die Schlacht bei Fodevig (schwedisch: Foteviken, „Fote-Bucht“) in der Nähe von Vellinge in Schonen war die letzte und entscheidende Schlacht des dänischen Bürgerkrieges zwischen Erik Emune, König Niels von Dänemark und dessen Sohn Magnus Nielsen und führte zur Königsherrschaft von Erik Emune. Die wichtigsten Quellen zu der Schlacht sind das Chronicon Roskildense, die Gesta Danorum des Saxo Grammaticus und die Knýtlinga saga.
An Pfingsten zogen König Niels, sein Sohn und Henrik Skadelår sowie die Bischöfe des Reichs mit einem großen Heer nach Schonen, um ein für alle Mal die Entscheidung mit Erik Emune herbeizuführen und so den Bürgerkrieg zu beenden, der seit dem Mord Magnus Nielsens an Herzog Knud Lavard im Januar 1131 Dänemark heimgesucht hatte.
Inzwischen hatte sich aber der Erzbischof Asker von Lund auf die Seite von Erik Emune geschlagen. Asker hatte eine starke Truppe, die Eriks Heer wesentlich verstärkte. Außerdem war es Erik Emune gelungen, deutsche Truppen zu bekommen.
An Pfingstmontag, den 11. Juni 1134 kam es zur Schlacht bei Fodevig. Erik Emune besiegte das Heer des Königs Niels. Es war die erste Schlacht in Dänemark, in dem eine Reiterei in großem Stil zum Einsatz kam.
In dieser Schlacht kamen Magnus, Henrik Skadelår, die Bischöfe Peder von Roskilde, Thore von Ribe, Ketil von Vestervig und Henrik von Sigtuna und 60 Geistliche sowie viele weltliche Große ums Leben.
König Niels floh mit Erik Emunes Bruder Harald Kesja, den er gerade zum Mitkönig ernannt hatte, zunächst nach Seeland. Danach zog Niels nach Schleswig, wo ihn die Bürger aus Rache für den Mord an ihrem Herzog Knud Lavard töteten. Harald Kesja floh nach Norwegen.
So wurde Erik Emune König von Dänemark.